# Хусеин Ахмед Салах
Хусеин Ахмед Салах (арап. حسين أحمد صلاح; 31. децембар 1956) бивши је атлетичар из Џибутија, специјалиста за маратон.

## Каријера
Најпознатији је по освајању бронзане медаље у маратону на Летњим олимпијским играма 1988. Такође је освојио сребрне медаље у овој дисциплини на Светским првенствима 1987. и 1991. године. Поред тога, освојио је ИААФ Светски куп у маратону 1985. Такође је био други на Њујоршком маратону 1985. године, а освојио је Париски маратон 1986. и Београдски маратон 1996. године.
Његово лично најбоље време било је 2:07:07, постигнуто на Ротердамском маратону у априлу 1988. Он и победник трке Белајн Денсамо трчали су брже од светског рекорда Карлоса Лопеса од 2:07:12, постављеног у Ротердаму 1985. Салахово време је тренутни национални рекорд за Џибути. Држи и државни рекорд на 10.000 метара са 28:17,4 минута. Једини је спортиста из Џибутија који је освојио олимпијску медаљу.